# Orderic Vital
Orderic Vital, né le 16 février 1075 à Atcham, en Angleterre, et mort en 1141 ou 1143 à l’abbaye de Saint-Évroult, est un moine anglo-normand connu comme l'un des plus importants historiens du Moyen Âge central. Sa principale œuvre est l’Historia ecclesiastica qui retrace notamment l'histoire du duché de Normandie et du royaume d'Angleterre aux XIe et XIIe siècles.

## Biographie
La vie d'Orderic Vital est assez bien connue car il la raconte lui-même dans le livre 4 de son Historia ecclesiastica. Il naît en 1075, près de Shrewsbury en Angleterre. Odelarius, son père, est un Français venu trouver fortune dans le royaume anglo-saxon qui vient de tomber aux mains des Normands. Clerc érudit, il fait partie de la maison de Roger II de Montgommery, l'un des lieutenants de Guillaume le Conquérant. La mère d'Orderic est anglaise mais les historiens n'en savent pas plus, c'est elle qui choisit son prénom d'origine saxonne. Vital passe sa petite enfance dans le Shropshire dont Roger II est le comte. 
À l’âge de dix ans, son père le confie au monastère de Saint-Évroult en Normandie, il y reçoit le surnom latin de Vitalis. Cette abbaye, fondée au VIIe siècle et restaurée vers 1050, jouit d'une bonne réputation dans le domaine de l'enseignement. Entré comme oblat, Orderic passe les différentes étapes du parcours d'un moine : en 1090, il prononce probablement ses vœux ; en 1091 il est ordonné sous-diacre par l'évêque Gilbert Maminot ; en 1093 diacre et, en 1107-1108, il reçoit la prêtrise des mains de l'archevêque de Rouen Guillaume Bonne-Âme.
Dans le même temps, le jeune moine apprend à Saint-Évroult la grammaire et le latin sous la direction de Jean de Reims. Son travail à l'abbaye se spécialise dans la lecture et la copie d'ouvrages ; il est le bibliothécaire et responsable du scriptorium. À partir de 1095 ou environ, Orderic rédige les Annales du monastère puis se consacre à interpoler l'œuvre de Guillaume de Jumièges, les Gesta Normannorum Ducum (Geste des ducs de Normandie). L'abbé Roger du Sap lui demande alors d'écrire une histoire du monastère. C'est le point de départ de l’Historia ecclesiastica, le travail le plus fameux de Vital. 

## L’Historia ecclesiastica

### Une source narrative majeure
Marjorie Chibnall considère la principale œuvre d'Orderic Vital, l’Historia ecclesiastica, comme « un des travaux historiques les plus valables et agréables à lire du XIIe siècle ». C'est une source de premier ordre pour l'histoire de la Normandie ducale et de l'Angleterre normande. Elle a peu de succès au Moyen Âge mais depuis sa publication au XVIIe siècle, les érudits et les historiens l'utilisent beaucoup. Son intérêt dépasse le simple apport de dates et d'événements. L’Historia ecclesiastica renseigne sur la société féodale, sur les coutumes sociales et sur la culture monastique. Elle fournit une série de portraits des puissants de l'époque, roi, reines, évêques ou barons. Elle a d'autant plus de valeur pour les historiens modernes que la théologie du moine, centrée sur le respect des lois divines, l'incite à chroniquer son époque sans toujours tenir compte de la propagande normande.
Au départ, pourtant, le travail du moine doit se limiter à écrire l'histoire de l'abbaye de Saint-Évroult. Puis le projet s'élargit temporellement et géographiquement. Dépassant le cadre du monastère, Orderic Vital s'intéresse à la Normandie, à l'Angleterre, à l'Italie du Sud et à la France. Il remonte à la naissance du Christ. L'œuvre aboutit à une chronologie universelle dans la lignée de celle de Bède le Vénérable. De 1114 à 1141, le moine se consacre à cet énorme travail de recherche et d'écriture, n'hésitant pas parfois à réviser certains passages. Il le termine peu avant sa mort en 1141-1143, à plus de 66 ans.

### Composition
L’Historia ecclesiastica se compose de treize livres que l'on peut regrouper en plusieurs thématiques :
- livres I et II - Histoire des débuts de la Chrétienté ;
- livres III à V - Conquêtes de l'Angleterre et de l'Italie du Sud ;
- livre VI - Histoire du monastère de Saint-Evroult. C'est en fait le premier livre rédigé par le moine ;
- livre VII à XIII - Histoire de la Chrétienté à partir de 1083.

### Principales éditions

#### Historia ecclesiastica
- Historia ecclesiastica, publiée par Duchesne, XVIIe siècle. C'est la première édition du texte de Vital ;
- Historiae ecclesiasticae, éd. Auguste Le Prévost et Léopold Delisle, 5 tomes, Paris, 1838-1855 ; t. 1 ; t. 2 ; t. 3 ; t. 4 ; t. 5
- The Ecclesiastical History of Orderic Vitalis, éd. Marjorie Chibnall, 6 vol., Oxford, 1969-1980.

#### Histoire de Normandie
- Histoire de Normandie, éd. François Guizot, trad. Louis Du Bois, 4 tomes, 1825-1827 : t. 1 ; t. 2 ; t. 3 ; t. 4
  - Réédition en fac-similé, Condé-sur-Noireau, éd. Charles Corlet, 2001-2002,
  - Réédition en 5 tomes, Clermont-Ferrand, Paleo, 2003-2004, t. 1 :  (ISBN 2849090328) ; t. 2 :  (ISBN 2849090506) ; t. 3 :  (ISBN 2849090549) ; t. 4 :  (ISBN 2849090670) ; t. 5 :  (ISBN 2849090689) ;

## Son travail d'historien
Les historiens, tant français que britanniques, saluent le travail d'Orderic Vital. Pour François Neveux, le moine de Saint-Evroult est « le plus grand historien de la période ducale ». Pour Kathleen Troop, c'est « un des plus importants historiens anglo-normands » avec Guillaume de Malmesbury. Grâce aux écrits du moine et historien, on connaît les exploits de plusieurs chevaleresses, comme Isabel de Conches qui a mené des armées féodales contre les seigneurs voisins et qui est décrite comme « aussi brave que plusieurs Amazones » par Orderic.

### Style
Dans ses Interpolations aux Gesta Normannorum Ducum ou dans l’Historia ecclesiastica, Orderic Vital pratique le récit. Il ne consigne pas une succession d'événements. Il raconte et explique. Sa prose est rythmée ; son style éloquent et expressif. Pour rendre encore plus vivants ses écrits, il prête à ses personnages des dialogues et des discours qu'il a en fait lui-même inventés.

### Des sources multiples
L’Historia ecclesiastica repose sur une documentation très large. L'auteur utilise plus de 100 sources narratives. Parmi celles-ci, les œuvres de ses prédécesseurs normands : Dudon de Saint-Quentin, Guillaume de Jumièges et Guillaume de Poitiers. Marjorie Chibnall a aussi suggéré que Vital s'est appuyé sur des chartes, des annales ou des vies de saints. De plus, il s'est entretenu avec les protagonistes des événements, qui se sont arrêtés au monastère. Il tient, par exemple, le récit du naufrage de la Blanche-Nef (survenu en 1120) du seul survivant, Bérold.
Orderic Vital profita de ses voyages en dehors du monastère pour élargir ses sources d'informations. Il visita des bibliothèques et interrogea des témoins. Marjorie Chibnall a établi que le moine de Saint-Evroult se rendit dans d'autres abbayes normandes (le Bec), en Angleterre (à Worcester et à Crowland) et en France (il est à Maule en 1106, à Cluny en 1132) ainsi qu'à des conciles, comme celui de Reims en 1119.

### Une lecture particulière de l'histoire
Les erreurs factuelles[réf. nécessaire] et les nombreuses digressions de l’Historia ecclesiastica nuancent la bonne impression laissée par le travail d'Orderic Vital. Selon Véronique Gazeau « Orderic se mue parfois en défenseur d’un monde "pré-grégorien" », sa vision de l'histoire et de son rôle d'historien appelle donc à la prudence. Formé à l'école monastique, Orderic propose une histoire orientée, plus précisément une histoire théologique. Dieu en est le principal acteur et la parousie l'ultime objectif. Les catastrophes naturelles témoignent du courroux divin. Le récit des misérables obsèques de Guillaume le Conquérant est là pour rappeler que même le plus puissant des rois a une gloire bien éphémère. Volontiers moralisateur, Orderic Vital dénonce ou magnifie les multiples actions de ses contemporains afin de fournir aux hommes des exemples à suivre ou à éviter. Sa lecture de l'histoire est du coup subjective. Il justifie la conquête de l'Angleterre par la nécessité d'une réforme du clergé anglo-saxon. Auteur d'une satire sur les mœurs ducales, il décrit comme des monstres certains personnages (par exemple Robert II de Bellême) parce qu'ils ne respectent pas l'Église.